# 이생성
이생성(異生性, 산스크리트어: prthag-janatva)은 성법(聖法: 성자의 법 또는 성스러운 법, 즉 聖智, 無漏智 또는 無漏慧)을 획득하지 못한 상태 또는 이러한 상태를 일으키는 힘 또는 법칙을 말한다. 구역(舊譯)에서는 범부성(凡夫性)이라고 한다.

## 참고 문헌
- 중현 지음, 현장 한역, 권오민 번역 (K.956, T.1562). 《아비달마순정리론》. 한글대장경 검색시스템 - 전자불전연구소 / 동국역경원. K.956(27-680), T.1562(29-329). |title=에 외부 링크가 있음 (도움말)
- (중국어) 星雲. 《佛光大辭典(불광대사전)》 3판. |title=에 외부 링크가 있음 (도움말)
- (중국어) 중현 조, 현장 한역 (T.1562). 《아비달마순정리론(阿毘達磨順正理論)》. 대정신수대장경. T29, No. 1562, CBETA. |title=에 외부 링크가 있음 (도움말)